# Antonino Giuffrè (editore)
Antonino Giuffrè (Naso, 28 gennaio 1902 – Milano, 11 settembre 1964) è stato un editore italiano, fondatore della Giuffrè Editore, specializzata in pubblicazioni giuridiche.

## Biografia
Nato in un'antica famiglia della aristocrazia terriera siciliana  originaria del paese di Naso, frequentò l'Istituto tecnico Antonio Maria Jaci di Messina, che in quegli anni annoverava allievi come Salvatore Quasimodo, Salvatore Pugliatti e Giorgio La Pira.

Mentre studiava da ragioniere, muoveva i primi passi da editore, scegliendo autori tra i compagni più preparati nelle diverse materie; li induceva a comporre quaderni di appunti e ne curava la riproduzione e la distribuzione. 

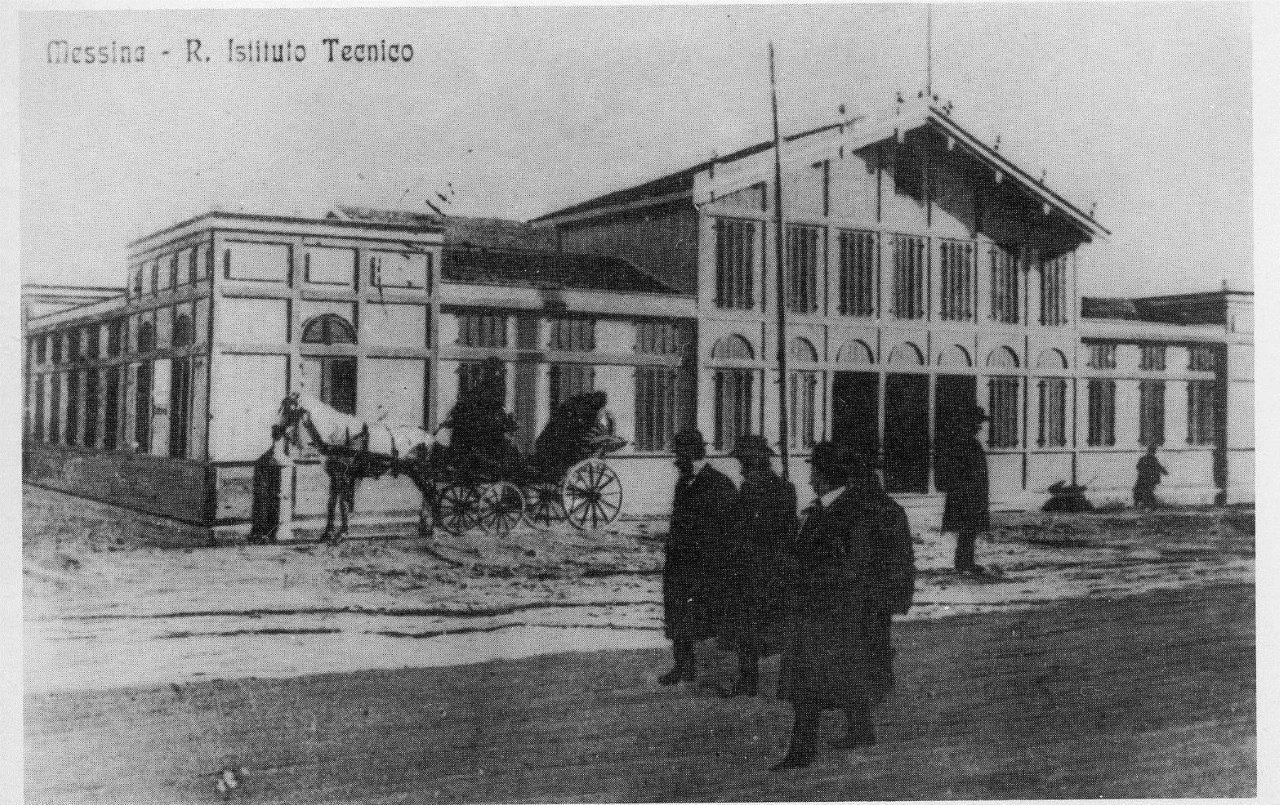
L'Istituto Tecnico Jaci di Messina, dove ebbe origine la prima produzione della Giuffrè Editore

 Negli anni ’20, trasferitosi a Milano, l'attività editoriale si intensificò con la stampa e la distribuzione delle dispense universitarie; presto le pubblicazioni artigianali di Giuffrè si diffusero anche all'università statale, che si apriva a Milano proprio nel 1924 e la cui facoltà di giurisprudenza era stata appena avviata.
Fra coloro che gli affidarono i primi lavori editoriali, ci furono ingegneri, economisti e giuristi; grazie alla collaborazione del fratello Gaetano, studente di ingegneria, Giuffrè stampò le Lezioni di idraulica di Bay, la Chimica industriale di M. G. Levi, la Lavorazione dei metalli di G. Orlandi. Nel 1931 la società editrice che porta il suo nome fu iscritta alla Camera di Commercio di Milano e l'attività che fino ad allora era stata svolta in modo artigianale assunse da quel momento la funzione formale di casa editrice. Già nel catalogo del 1932 i libri di ingegneria furono abbandonati a favore delle materie di diritto, di ragioneria, di economia e di statistica, realizzate su incarichi dei professori delle università milanesi della Bocconi, della Cattolica e della Statale. Mentre il piccolo catalogo del 1930 era stato solo un semplice elenco del pubblicato, il catalogo generale del gennaio 1934 mostrava tutta la linea editoriale di Giuffrè Editore ed è per questo considerato il primo effettivo catalogo della storia della casa editrice.
Nel 1935 la sede milanese di via Sant'Antonio fu trasferita in corso Italia 1, per un ingrandimento e per una migliore sistemazione del magazzino deposito. Utilizzava tipografie milanesi come Tenconi e Colombi, ma stampava qualcosa anche a Pavia, a Città di Castello e a Bologna, dando alla sua produzione un'impronta nazionale e non più solo locale. Nel giugno del 1940, a seguito della dichiarazione di guerra, cominciarono le difficoltà, prima fra tutte la scarsità della carta, il cui rifornimento scarseggiava mentre il prezzo aumentava. Nel 1942 la situazione peggiorò: gravi carenze di energia impedirono il pieno lavoro delle macchine tipografiche; la poca carta sul mercato era di pessima qualità, mancava il filo per cucire i volumi. Giuffrè ebbe la fortuna di non perdere il magazzino durante i bombardamenti su Milano, che non risparmiarono altri editori.
Nel 1952 la sede fu trasferita in via Solferino, a due passi dal Corriere della Sera; nello stesso anno venne fondata la tipografia Mori & C. S.p.A. per garantire un migliore servizio di stampa e la qualità del prodotto. Dal 1955 in avanti la Giuffrè Editore consolidò il proprio ruolo e in quell'anno si registrò un'ulteriore forte crescita: le riviste scientifiche universitarie erano ormai 35 e le collane di monografie, le raccolte di codici, le rassegne di giurisprudenza si moltiplicavano di anno in anno al ritmo di un nuovo libro stampato al giorno.
La casa editrice aveva superato il trentennio; Giuffrè invitò una équipe di esperti stranieri che potessero importare nell'azienda le più moderne metodiche di gestione e di pianificazione, e delineassero quadri direttivi per i diversi settori della casa editrice.  
(Antonino Giuffrè editore – “Itinerario documentato di un’ avventura umana” di Maria Teresa Giuffrè – 1981.)